# Giovanni di Castiglia
Giovanni di Castiglia (Siviglia, 1262 – Pinos Puente, 25 giugno 1319) fu un principe castigliano, signore di Valencia de Campos e poi Signore di Biscaglia dal 1310 alla sua morte.

## Origine
Giovanni, come conferma il documento di donazione, datato 1279 delle Pruebas de la historia de la Casa de Lara era figlio del re di Castiglia e di León e futuro re dei Romani, Alfonso X e di Violante d'Aragona (Don Alfonso, por la gracia de Dios, Rey...... en uno con la Reyna doña Yolant mi muger y con nuestros fijos el Infante don Sancho fijo mayor y heredero, y con don Pedro, y D. John, y D. Jaymes), che, come riporta la Cronaca piniatense, era figlia del Re di Aragona, Conte di Barcellona e delle altre contee catalane, re di Valencia e di Maiorca, signore di Montpellier e Carladès, Giacomo I il Conquistatore e della principessa ungherese Violante, figlia del re di Ungheria Andrea II e della principessa di Costantinopoli Iolanda di Courtenay.

Alfonso X, come riportano i documenti n° XX e XXVII dei DOCUMENTOS DE LA Iglesia Colegial de Santa María la Mayor (hoy Metropolitana) DE VALLADOLID, Siglo XIII, era il figlio maschio primogenito del re di Castiglia, Ferdinando III e della sua prima moglie Elisabetta Hohenstaufen (detta Beatrice di Svevia alla corte di Castiglia)(Ferrandus Dei gratia Rex Castelle et Toleti una cum uxore mea Regina Beatrice et filiis meis Alfonso, Frederico, Fernando)(Ferrandus Dei gratia Rex Castelle et Toleti una cum uxore mea Regina Beatrice et filiis meis Alfonso, Frederico, Ferrando, Henrico), che, come riportano sia gli Annales Marbacenses era figlia del duca di Svevia e re di Germania, Filippo di Svevia (1179-1208, e di Irene Angelo (1181-1208), che secondo il Nicetae Choniatae Historia era figlia dell'imperatore di Costantinopoli, Isacco II Angelo e della prima moglie, Irene Tornikaina (ex priore coniuge libera susceptis, filiabus duabus et uno filio.... alteram" married "Siciliam regis Tangris filio), forse della famiglia dei Paleologi).

## Biografia
Nel 1275 l'erede al trono, suo fratello, Ferdinando, maschio primogenito, morì mentre combatteva contro i Mori del sultanato di Granada, nella battaglia di Écija, come riportano gli Anales Toledanos (Anno Domini MCCLXXV obiit D. Fernando filius regis Castrellae). 

Alfonso X, ignorando i diritti dei figlioletti di Ferdinando, nel 1278, nominò nuovo erede al trono il figlio maschio secondogenito, Sancho, come riporta la storica britannica, Hilda Johnstone.

### Guerra civile e morte di Alfonso X
In un secondo tempo il re, Alfonso X, su insistenza della moglie Violante e del re Filippo III di Francia, fratello della vedova, Bianca di Francia e zio degli Infantes de la Cerda, che minacciava militarmente il regno di Castiglia, nominò suo erede il nipote, Alfonso, figlio di Ferdinando de la Cerda.
Sancho si ribellò, e, nel 1282, appoggiato dalla maggior parte della nobiltà del regno, secondo il Chronicon de Cardeña iniziò una guerra civile, che, continuando anche nell'anno successivo aveva relegato Alfonso X nel sud del regno di Castiglia, in Murcia e parte dell'Andalusia, la zona di Siviglia. 

Giovanni, che secondo il Diccionario biográfico español, Real Academia de la Historia, in un primo momento aveva sostenuto il fratello Sancho che si era autoproclamò re di fronte alle Cortes di Valladolid, successivamente tornò fedele a suo padre, anche per la promessa di avere il governo del sud dell'Andalusia, e, nel 1283 Giovanni prese parte alla conquista di Merida sede dei sostenitori di Sancho.
A Siviglia nel 1284 re Alfonso X aveva diseredato Sancho lasciando il trono al nipote Alfonso de la Cerda, figlio del defunto Ferdinando. Venne inoltre sancito che in caso di morte di Alfonso e dei suoi fratelli senza eredi, il regno sarebbe passato a Filippo III di Francia. Giovanni invece, dopo aver reso omaggio al nuovo re e giurato di rispettare le disposizioni di Alfonso X, sarebbe divenuto sovrano di Siviglia e Badajoz, come riporta anche il cap. XVI delle Memorias historicas del Rei Alonso el Sabio.
Alfonso X morì il 4 aprile 1284, a Siviglia, dove fu inumato nella cattedrale di Santa Maria, accanto ai genitori, come riporta il Diccionario biográfico español, Real Academia de la Historia. 

Nonostante fosse stato diseredato, il figlio Sancho gli succedette come Sancho IV, detronizzando i legittimi eredi, cioè il nipote Alfonso de la Cerda per il regno di Castiglia ed il fratello Giovanni per il regno di León.
Le volontà di Alfonso X non vennero però rispettate e il diseredato Sancho fu proclamato re di Castiglia e Giovanni lo riconobbe come tale.

### Regno di Sancho IV
Giovanni si legò alla famiglia de Haro, con Lope Díaz III, Signore di Biscaglia, di cui, nel 1287, sposò la figlia, María Díaz de Haro, mentre i rapporti tra Sancho IV e i de Haro erano buoni (il fratello di Lope, Diego López V d'Haro era l'alfiere del re tra il 1284 e il 1288.

Nel 1288 Lope e Giovanni cospirarono contro il re e
l'8 giugno ad Alfaro Lope Díaz III de Haro fu ucciso. Anche Giovanni, era destinato a morire per ordine di suo fratello ma venne risparmiato per intervento della regina Maria di Molina, venendo accusato di complotto e imprigionato; la morte di Lope e la cattura di Giovanni ad Alfaro, ad opera di Sancho IV è riportata nel Chronicon Domini Joannis Emmanuelis (interfecit Rex Dns Sancius Comitem Dnm Lupum, in Alfaro. Et cepit infantem Dnm Joannem germanium proprium). Le Memorias historicas del Rei Alonso el Sabio riportano che riunitisi ad Alfaro per discutere col re, litigarono e presero le armi per cui Lope venne ucciso dai vassalli del re, mentre Giovanni fu salvato dall'intervento della regina.

Giovanni fu recluso nel castello di Burgos e poi in quello di Curiel de Duero dove rimase fino all'inizio del 1292, quando, grazie all'intercessione di Maria di Molina venne liberato e portato nella città di Valladolid dove giurò fedeltà al re. La signoria di Vizcaya era stata ereditata da suo cognato, Diego López IV d'Haro.
Nel 1292, poco dopo il suo rilascio, Giovanni si distinse per il suo intervento nella conquista di Tarifa, durante la quale rimase deturpato al volto, in quanto essendo stato uno dei primi ad entrare nella città gli fu bruciata la barba con lo zolfo (chamuscaron la barba con fuego de azufre).
Poco dopo (1293) si alleò con Juan Núñez I de Lara, signore di Lara, e con altri nobili per combattere il fratello. Temendo di tornare agli arresti fuggì in Portogallo e poi a Tangeri dove trovò la protezione del sultano merinide,Aben Yacub. Secondo le Memorias historicas del Rei Alonso el Sabio si era imbarcato a Lisbona per la Francia, ma i venti contrari lo spinsero nel territorio dei Mori e sbarcò a Tangeri.
Tornò sulla penisola iberica al servizio del re di Fez, con 5000 cavalieri, per porre assedio alla città di Tarifa, difesa da Alonso Pérez de Guzmán, rompendo definitivamente con il fratello, Sancho IV. Dopo aver subito la sconfitta Giovanni si rifugiò nel Sultanato di Granada ospite del sultano Muhammad II al-Faqih.

### La minore età di Ferdinando IV
Il 25 aprile 1295 morì Sancho IV, gli succedette suo figlio, Ferdinando IV (che all'epoca aveva solo dieci anni) e per Giovanni vi fu un'altra possibilità, come riporta il Chronicon Conimbricensi (Era MCCCXXXIII. III. Kal Mai obiit Dñs Sancius Rex Castellæ et in ipsa era regnavit Dñs Fernandus filius eius pro eo et in ipsa era Infans Dñs Joannes frater praedictis regis est prjectus de terra). 

Approfittando delle lotte all'interno della corte castigliana, l'infante Giovanni diffuse la voce che suo nipote Ferdinando fosse frutto di un'unione incestuosa e cercò di farsi eleggere re, incontrando l'opposizione dei reggenti, Maria di Molina ed Enrico di Castiglia.
Dopo la morte del re Diego López V d'Haro, con l'appoggio della regina Maria di Molina, il 25 aprile, entrò in Biscaglia e la occupò senza trovare alcuna resistenza, sottraendola alla nipote, María Díaz I la Buona, moglie di Giovanni, schierato coi ribelli avversari della regina madre, come riportato nel capitolo XXI delle Memorias historicas del Rei Alonso el Sabio.
Abbandonando Granada, Giovanni cercò di occupare Badajoz ma, al vedere il disastro del suo tentativo, si accontentò di occupare Coria e il castello di Alcántara. In seguito raggiunse il Portogallo per ottenere l'appoggio di Dionigi del Portogallo per dichiarare guerra a Ferdinando IV e, allo stesso tempo, sostenerlo nella sua pretesa al trono. All'inizio del 1296, Giovanni conquistò Astudillo, Paredes de Nava y Dueñas mentre suo figlio Alfonso prese Mansilla.

Nell'aprile 1296, appoggiò Alfonso de la Cerda, che, accompagnato da truppe aragonesi, iniziò la conquista della Castiglia, di cui sarebbe divenuto re, e del Regno di León per Giovanni. Infatti a León, Giovanni fu incoronato re di León, di Siviglia e di Galizia e dal 1297 si fece chiamare re di Leon, come riporta il Chronicon Domini Joannis Emmanuelis (Infans Dns Joannes” declared himself Regem Legionis).
Dopo la sua incoronazione, Giovanni accompagnò Alfonso de la Cerda a Sahagún, dove fu proclamato re di Castiglia, Toledo, Cordova, Murcia e Jaén, con la presenza e il sostegno in entrambe le incoronazioni dell'infante Pietro d'Aragona, figlio di Pietro III d'Aragona.
Poco dopo essere stati incoronati, Alfonso e Giovanni circondarono Mayorga, mentre l'infante Enrico firmò l'accordo di pace con il regno di Granada. Il 25 agosto 1296 morì l'infante Pietro d'Aragona, una vittima della peste, mentre era al comando dell'esercito che assediava Mayorga, perdendo così uno dei suoi più grandi sostenitori.
Mentre aspettavano l'arrivo del re del Portogallo con le sue truppe, Giovanni e Juan Núñez II de Lara, avanzando lungo il Duero, per raggiungere e sottomettere la città di Valladolid, dove si trovavano la regina Maria di Molina e Ferdinando IV, e il re di Aragona attaccarono Murcia e Soria, mentre a Diego Lopez V d'Haro, che continuava ad appoggiare la regina Maria di Molina, venne confermata la signoria di Biscaglia, invano richiesta da Giovanni a nome della moglie, María Díaz de Haro.
Il 12 settembre 1297, Maria di Molina e il re portoghese avevano firmato il Trattato di Alcañices, con la quale Castiglia cedeva varie città di frontiera a Dionigi, in cambio del ritiro del suo sostegno a Giovanni, che si considerava re di Leon, ed inoltre, il monarca portoghese promise l'invio di 300 cavalieri per combattere contro Giovanni.
Durante la Cortes di Valladolid del 1300 Giovanni rinunciò alla sua pretesa del trono, nonostante fosse stato proclamato re di Léon nel 1296, e prestò giuramento di fedeltà a Ferdinando IV di Castiglia e ai suoi successori, il 26 giugno 1300, come riporta il Chronicon Domini Joannis Emmanuelis (confederatus est Infans Dns Joannes Regi Dno Fernando et renuntiavit nomini Regio).
Nel 1301, Ferdinando IV raggiunse la maggior età, ma continuò a essere guidato dai reggenti, tra cui il suo prozio, Enrico, alla cui morte nel 1303, Ferdinando IV cominciò a regnare, senza subire l'influenza della madre, per cui Giovanni e María Díaz de Haro, tornarono a richiedere la signoria di Biscaglia, come riporta La web de las biografias.

Il contratto fu acceso e sfociò in una vera e propria guerra civile che terminò con una tregua, la pace di Pancorbo nel giugno del 1306, che venne confermata nel trattato di Valladolid, del marzo 1307, in cui, con l'approvazione di Ferdinando IV, venne sancito un accordo tra Maria de Haro e Diego, che avrebbe mantenuto la signoria di Biscaglia sino alla sua morte, dopodiché, la signoria sarebbe passata a Maria e Giovanni ed ai loro discendenti.

In cambio della sua rinuncia al possesso della signoria di Vizcaya, ricevette Mansilla, Paredes de Nava, Medina Rioseco, Castronuño e Cabrero. Poco dopo, Maria di Molina e Giovanni Enrico, accompagnati da Diego López V d'Haro, assediarono la città di Almazán.
Giovanni e Maria entrarono in possesso della signoria di Biscaglia, nel 1310, alla morte di Diego López V d'Haro, durante l'assedio di Algeciras, come riportato nel Chronicon Domini Joannis Emmanuelis (Aera M.CCC. XLVIII obiit Dns Didacus).

## Reggente per Alfonso XI e morte
Nel 1312, dopo la morte di Ferdinando IV, fu nominato tutore di suo figlio, Alfonso XI, e fu reggente con la regina Maria di Molina (nonna di Alfonso XI) e all'infante Pietro di Castiglia, signore di Cameros.
Giovanni e Pietro nel 1319 decisero di riprendere la guerra contro i Mori e dopo una rapida avanzata, il 25 giugno Pietro morì cadendo da cavallo durante la battaglia di Vega de Granada, mentre Giovanni fu colto da malore alla notizia della morte di Pietro. Giovanni morì a Pinos Puente, durante la battaglia di Sierra Elvira, conosciuta anche come il disastro di Vega de Granada. La loro morte è ricordata anche dal Chronicon Domini Joannis Emmanuelis (obierunt Infantes Dns Joannes et Dns Petrus, in Vega Granatæ).

Giovanni fu sepolto nella Cattedrale di Burgos.
Giovanni aveva fatto testamento il 31 gennaio di quello stesso anno e aveva nominato suo erede il figlio maschio  Juan, detto el Tuerto (con un occhio solo), in quanto il primogenito Alfonso era premorto al padre.

## Matrimoni

### Primo Matrimonio
Il 17 febbraio 1281 sposò nella città di Burgos Margherita del Monferrato (?-1286), che secondo i Monumenta Aquensia, Pars II era figlia di Guglielmo VII del Monferrato e di Isabella de Clare (Guliermus accepit uxorem filiam regis Angliæ de qua gemuti filiam pulcherrimam quam nuptsit in Hispaniam, nomine Margaritam), che era figlia di Riccardo di Clare, VI conte di Gloucester; il matrimonio viene riportato anche dal Nobiliario de D. Pedro Conde de Bracelos.
Giovanni da Margherita ebbe un figlio:
- Alfonso (D. Jao Afonso 1282-1315), signore di Valencia de Campos[39], che morì senza lasciare eredi[19].

### Secondo Matrimonio
Giovanni, rimasto vedovo, verso il 1286, l'11 maggio 1287 sposò, in seconde nozze, María Díaz de Haro (1270-1342), figlia di Lope Díaz III de Haro e della moglie, Juana Alfonso de Molina.
Giovanni da Maria ebbe tre figli:
- Lope (1288-1295), morto giovane;
- Maria (1292-1299), che secondo la Crónica del rey don Fernando IV, era stata promessa in sposa, all'età di circa tre anni, a Juan Núñez II de Lara[41];
- Juan (1293-2 dicembre 1326)[38], signore di Valencia de Campos e poi signore di Biscaglia[19], che sposò Isabella del Portogallo che gli diede una figlia[19]:
  - Maria Díaz II de Haro, che sarà signora di Biscaglia[19].

## Ascendenza
|                             |                     |                         | Genitori                      |  |  | Nonni |  |  | Bisnonni           |  |  | Trisnonni             |  |
|                             |                     |                         |                               |  |  |       |  |  | Alfonso IX di León |  |  | Ferdinando II di León |  |
|                             |                     |                         |                               |  |  |       |  |  | Alfonso IX di León |  |  | Ferdinando II di León |  |
|                             |                     | Urraca del Portogallo   |                               |  |  |       |  |  | Alfonso IX di León |  |  |                       |  |
| Ferdinando III di Castiglia |                     |                         |                               |  |  |       |  |  | Alfonso IX di León |  |  |                       |  |
|                             |                     | Berenguela di Castiglia | Alfonso VIII di Castiglia     |  |  |       |  |  |                    |  |  |                       |  |
|                             |                     | Berenguela di Castiglia | Alfonso VIII di Castiglia     |  |  |       |  |  |                    |  |  |                       |  |
|                             |                     | Berenguela di Castiglia | Eleonora d'Inghilterra        |  |  |       |  |  |                    |  |  |                       |  |
| Alfonso X di Castiglia      |                     | Berenguela di Castiglia |                               |  |  |       |  |  |                    |  |  |                       |  |
|                             |                     | Filippo di Svevia       | Federico Barbarossa           |  |  |       |  |  |                    |  |  |                       |  |
|                             |                     | Filippo di Svevia       | Federico Barbarossa           |  |  |       |  |  |                    |  |  |                       |  |
|                             |                     | Filippo di Svevia       | Beatrice di Borgogna          |  |  |       |  |  |                    |  |  |                       |  |
| Beatrice di Svevia          |                     | Filippo di Svevia       |                               |  |  |       |  |  |                    |  |  |                       |  |
|                             |                     | Irene Angelo            | Isacco II Angelo              |  |  |       |  |  |                    |  |  |                       |  |
|                             |                     | Irene Angelo            | Isacco II Angelo              |  |  |       |  |  |                    |  |  |                       |  |
|                             |                     | Irene Angelo            | Irene                         |  |  |       |  |  |                    |  |  |                       |  |
| Giovanni di Castiglia       |                     | Irene Angelo            |                               |  |  |       |  |  |                    |  |  |                       |  |
|                             | Pietro II d'Aragona | Alfonso II d'Aragona    |                               |  |  |       |  |  |                    |  |  |                       |  |
|                             | Pietro II d'Aragona | Alfonso II d'Aragona    |                               |  |  |       |  |  |                    |  |  |                       |  |
|                             | Pietro II d'Aragona | Sancha di Castiglia     |                               |  |  |       |  |  |                    |  |  |                       |  |
| Giacomo I d'Aragona         | Pietro II d'Aragona |                         |                               |  |  |       |  |  |                    |  |  |                       |  |
|                             |                     | Maria di Montpellier    | Guglielmo VIII di Montpellier |  |  |       |  |  |                    |  |  |                       |  |
|                             |                     | Maria di Montpellier    | Guglielmo VIII di Montpellier |  |  |       |  |  |                    |  |  |                       |  |
|                             |                     | Maria di Montpellier    | Eudocia Comnena               |  |  |       |  |  |                    |  |  |                       |  |
| Violante d'Aragona          |                     | Maria di Montpellier    |                               |  |  |       |  |  |                    |  |  |                       |  |
|                             |                     | Andrea II d'Ungheria    | Bela III d'Ungheria           |  |  |       |  |  |                    |  |  |                       |  |
|                             |                     | Andrea II d'Ungheria    | Bela III d'Ungheria           |  |  |       |  |  |                    |  |  |                       |  |
|                             |                     | Andrea II d'Ungheria    | Agnese d'Antiochia            |  |  |       |  |  |                    |  |  |                       |  |
| Iolanda d'Ungheria          |                     | Andrea II d'Ungheria    |                               |  |  |       |  |  |                    |  |  |                       |  |
|                             |                     | Iolanda di Courtenay    | Pietro II di Courtenay        |  |  |       |  |  |                    |  |  |                       |  |
|                             |                     | Iolanda di Courtenay    | Pietro II di Courtenay        |  |  |       |  |  |                    |  |  |                       |  |
|                             |                     | Iolanda di Courtenay    | Iolanda di Fiandra            |  |  |       |  |  |                    |  |  |                       |  |
|                             |                     | Iolanda di Courtenay    |                               |  |  |       |  |  |                    |  |  |                       |  |

### Fonti primarie
- (LA)  Monumenta Germaniae Historica, Scriptores, tomus XVII.
- (LA)  (ES)  #ES España sagrada, Volume 23.
- (LA)  #ES España sagrada, Volume 2.
- (LA)  #ES DOCUMENTOS DE LA Iglesia Colegial de Santa María la Mayor (hoy Metropolitana) DE VALLADOLID, Siglo XIII.
- (LA)  Nicetae Choniatae Historia, Imperiii Isaacii Angeli
- (LA) Monumenta Aquensia
- (ES)  Crónica de San Juan de la Peña.
- (ES)  #ES Crónica del rey don Fernando IV.
- (PT)  Nobiliario del Conde de Barcelos Don Pedro, Hijo del Rey Don Dionisio, Reyes de Portugal.
- (ES)  Crónicas de los reyes de Castilla: Crónica del rey don Alfonso Décimo.
- (ES)  Pruebas de la historia de la Casa de Lara.
- (ES)  Memorias historicas del Rei Alonso el Sabio

### Letteratura storiografica
- Hilda Johnstone, "Francia: gli ultimi capetingi", in Storia del mondo medievale, vol. VI, 1999, pp.569–607